# Hajdar Fazlagić
Hajdar Fazlagić (1867 Trebinje, Osmanská říše – 19. června 1933, Království Jugoslávie) byl bosenskohercegovský pedagog bosňáckého původu.

## Životopis
V rodném městě navštěvoval základní školu. Na příkaz vojenské velitele Trebinje Brauna byl společně s dalšími třemi mladíky poslán na studia do Sarajeva. V bosenskohercegovské metropoli absolvoval šest ročníků gymnázia (podle některých zdrojů první dva ročníky absolvoval v Mostaru, což není možné, jelikož tato škola byla otevřena až později) a Učitelskou školu. Po studiích učil v Sarajevu: od roku 1890 byl pomocným učitelem v druhé národní chlapecké základní škole, ruždii, od 1892 coby definitivní učitel v témže zařízení. Následně se roku 1893 přemístil do Mostaru, kde vyučoval na druhé národní chlapecké škole, ruždii. Od oku 1899 působil v sarajevském Daru-l-mualliminu, muslimské učitelské přípravce. Roku 1904 byl pak umístěn do národní základní školy v Travniku. Roku 1912 byl přidělen k první národní chlapecké škole v Sarajevu (od 1913 s umístěním v první profesní třídě), načež se roku 1914 stal jejím ředitelem. V Sarajevu tehdy fungovaly čtyři veřejné chlapecké základní školy, z nichž první a druhou navštěvovali převážně muslimové.
Krátce po přelomu století aktivně vstoupil do spolkového života muslimské komunity. Podílel se na vzniku (1903) a chodu podpůrného sdružení Gajret (Úsilí). Vedle toho sbíral muslimskou lidovou slovesnost. Po první světové válce působil ve spolku Narodna uzdanica (Lidová opora).